# Дубчак Андрій Васильович
Андрій Васильович Дубчак (нар. 22 червня 1986, с. Саранчуки, Бережанський район, Тернопільська область) — український футболіст, захисник клубу «Агробізнес».

## Клубна кар'єра
Перший тренер — Василь Івегеш.
Виступав за «Сокіл» (Бережани), «Збруч» (Волочиськ), «Ниву» (Тернопіль), «Поділля» (Хмельницький), «Гірник-спорт» (Горішні Плавні) та ФК «Тернопіль».
У 2016 році працював на адміністративній посаді в «Тернополі».

## Досягнення
- Бронзовий призер Другої ліги України (група А) (2 рази): 2007/08, 2013/14
- Переможець Чемпіонату України серед аматорів (1 раз): 2016/17